# 向氏伊是名殿内
伊是名殿内（いぜなどぅんち）は、唐名・向元模、伊是名親方朝宜（金武御殿十二世）を系祖とする琉球王国の士族（首里士族）。伊是名島・伊平屋島の総地頭職を務めた琉球王国の大名。

## 概要
初代：向元模・朝宜は、向氏金武御殿11世、向國英・金武按司朝英の次男で、最初野村親雲上と称し、中城間切（後に宜野湾間切創設時に編入）野嵩村地頭職を任じられ、1846年、進貢正使耳目官として渡清。また、1850年には、野村親方朝宜として尚泰王即位の謝恩副使を務め、江戸上りもしている。その後、伊是名島・伊平屋島の総地頭に任じられ、伊是名親方を称した。
二代目：向宣平・伊是名親雲上朝順（朝宜長男、1847年ー没年不詳）、琉球処分後は二人の弟とその家族と一緒に首里桃原の広大な屋敷に居住していたが、尚泰王に伴い上京した尚順・松山王子朝明が明治25年（1892年）に二十歳で帰郷した際に、その母である松川按司加那志から再三に亘り伊是名殿内の娘（向宣猷・朝睦長女真子）を娶りたき旨と家屋敷の所望を受けて、真子とその持参金代わりの邸宅及び土地全てを尚順・松山王子朝明に明け渡した。尚順・松山王子朝明はその敷地内に在る泉「佐司笠樋川（漢名：鷺泉）」を殊の外愛でて「尚鷺泉」と号した。
向宣猷・伊是名親雲上朝睦（朝宣次男、1853 - 1920）は、王国最後の冊封使来琉（1866年、寅の御冠船）の時の踊童子として両勅使の御前で舞を披露した。1877年（明治10年）、留学のため上京、廃藩置県直後の1879年（明治12年）に帰郷。その後、首里区会議員、沖縄県会議員、旧沖縄銀行取締役、尚家家扶等を歴任。東京の尚家家扶時代に二人の娘から女学校で伊是名の苗字が難解で読み間違いが多く困るとの事で、昔の家名である野村家を名乗る事になった。
向宣恭・伊是名朝信（朝宜三男、生没年不詳）は明治大正時代に郵便局に勤務し、糸満郵便局で定年退職し、那覇上之屋に居を構え、その夫人が作る首里仕込みの豆腐餻が近くの辻町で評判となり、この豆腐餻作りで晩年の生計が助けられた。
向得遠・伊是名朝義（朝信子息）はロシア革命の影響を受けて沖縄の左翼活動の嚆矢となった為、勘当されて壷屋地区に移り住み政治活動を行った。
那覇市銘苅にある「伊是名殿内の墓」は県内最大級の亀甲墓で、付近の古墓群と一括して「銘苅墓跡群」として国の史跡に指定されている。

## 系譜
- 十二世・向元模・伊是名親方朝宜
- 十三世・向宣平・伊是名親雲上朝順、向宣猷・伊是名親雲上朝睦[2]　向宣恭・伊是名朝信。
- 十四世・向得禄・野村朝奕、向得功・野村朝欣、向得遠・伊是名朝義。
- 十五世・向常徳・野村朝康、向常興・野村朝網。
- 十六世・向清海・朝顕、向清瑞・朝永、向清範・朝魁、向清賢・朝観、向清曦・朝宥。